# Der Bogen (Skulptur)

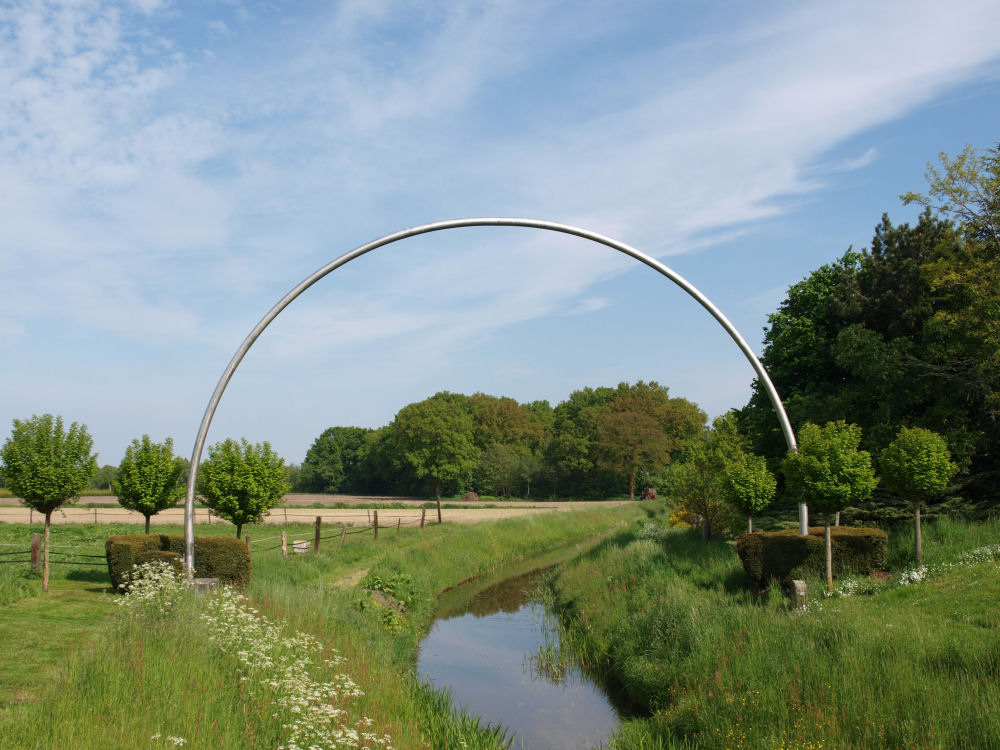
Der Bogen

Der Bogen ist ein Kunstwerk beiderseits der Landesgrenze von Deutschland und den Niederlanden zwischen Nordhorn in Deutschland und Denekamp in den Niederlanden in der Nähe des ehemaligen Grenzüberganges Frendorferhaar. Die Skulptur steht sowohl auf niederländischem als auch auf deutschem Hoheitsgebiet.
Die 1993 erbaute Skulptur besteht aus einem fast halbrunden Stahlrohrbogen und zwölf Bäumen. An jedem Fuß des Bogens sind sechs der Bäume im Halbkreis gepflanzt. Der Durchmesser beträgt ca. 15 Meter. Unter der Skulptur hindurch fließt die Rammelbecke. Der Entwurf und die Umsetzung stammen vom Künstler Johann Vrielmann (†) aus Itterbeck. Das Material für Fundament und Bogen wurde sowohl von deutschen als auch von niederländischen Unternehmen gesponsert. Das Werk von Johann Vrielmann ist ein Bestandteil des 140 km langen Skulpturenweges Kunstwegen der vom niedersächsischen Nordhorn entlang der Vechte ins niederländische Zwolle führt. Im Juni 2000 wurde kunstwegen durch die niederländische Königin Beatrix eingeweiht. 
Auf der am Bogen angebrachten Gedenktafel steht in deutscher und in niederländischer Sprache:
Der BOGEN
sichtbares Zeichen des Willens zur Verständigung
in der Sprache
in der Kultur
in der Politik
in der Wirtschaft
und von Mensch zu Mensch
Organisation: Arbeitsgruppe Nordhorn–Denekamp 1996
Aktion EUROPA '93